# Sandro Penna
Sandro Penna (12. Juni 1906 in Perugia – 21. Januar 1977 in Rom) war ein italienischer Dichter und Erzähler.

## Leben
Penna wurde 1906 als Sohn eines Gemischtwarenhändlers im mittelitalienischen Perugia geboren, lebte jedoch nach Aufenthalten in Triest und Mailand ab 1929 mit seiner Mutter († 1966) in Rom. Ungeachtet einer Ausbildung als Buchhalter hatte er zeitlebens keine feste Anstellung und ständig, im Alter noch zunehmend, mit Armut zu kämpfen. Anfangs arbeitete er zeitweise als Verkäufer in einer Buchhandlung oder als Gemäldehändler; seine spätere Haupteinnahmequelle waren journalistische Gelegenheitsarbeiten für Tageszeitungen und Zeitschriften.
Penna schrieb vor allem Gedichte sowie einige, meist sehr kurze Erzählungen. Seine ersten Gedichte erschienen 1932. Penna lebte offen homosexuell und war wie seine bekannteren Zeitgenossen, Freunde und Förderer Umberto Saba und Pier Paolo Pasolini auf ältere Knaben fixiert. Viele seiner erzählenden Gedichte und Prosa-Miniaturen sind impressionistisch anmutende Skizzen oder Momentaufnahmen eines durch die Stadt flanierenden Beobachters, in denen Knaben wie beiläufig in einem Stadt-Fluss-Ambiente auftauchen und wieder verschwinden. Es mag an Pennas Vorliebe für Knaben als Sujet seiner Gedichte liegen, dass die öffentliche Rezeption seines Werks bisher nur zurückhaltend erfolgt, obwohl Penna als einer der bedeutenden italienischen Lyriker des 20. Jahrhunderts gilt.

## Werke (Auswahl)
- Poesie, 1938
- Appunti, 1950
- Arrivo al mare, 1955 (Erzählungen)
- Una strana gioia di vivere, 1956
- Poesie, 1957
- Croce e delizia, 1958
- Stranezze, 1976
- Tutte le poesie, 1970
- Un po' di febbre, 1973
- Confuso sogno, postum 1980

### Werke auf Deutsch
- Qual und Entzücken. 60 Gedichte ital. u. dt., ausgew. u. übertr. von Reinhard von d. Marwitz. Beck und Glückler, Freiburg 1985, ISBN 3-924175-02-0.
- Fieber [39 Erzählungen], aus d. Ital. von Bettina und Toni Kienlechner, Nachw. Pier Paolo Pasolini. Beck und Glückler, Freiburg 1987, ISBN 3-924175-12-8.
- Mein Junge hat leichte Federn. Gedichte Italienisch-Deutsch, ausgew. und übers. von Christoph Ferber. Pano, Zürich 2008, ISBN 978-3-290-17507-8.